# Cổ đỏ trán xanh
Cổ đỏ trán xanh (danh pháp hai phần: Cinclidium frontale) là một loài chim thuộc họ Đớp ruồi (Muscicapidae).. Nó được tìm thấy ở Bhutan, Trung Quốc, Ấn Độ, Lào, Thái Lan và Việt Nam và có thể ở Nepal. Môi trường sống tự nhiên của nó là các khu rừng ôn đới. Nó là loài duy nhất còn lại trong chi Cinclidium sau khi những loài khác đã được chuyển đến chi Myiomela.